# 고쿠후정 (시마네현)
고쿠후정(国府町)은 시마네현 나카군에 설치되었던 정이다. 현재의 하마다시 북부에 해당한다.

## 역사
- 1941년 8월 1일 - 가미코촌·시모코촌·고쿠부촌이 합병하여, 고쿠후촌(国府村)이 발족하였다.
- 1951년 4월 1일 - 고쿠후촌이 정으로 승격해 고쿠후정(国府町)이 되었다.
- 1955년 4월 15일 - 아리후쿠촌과 합병해 새로운 고쿠후정이 성립하였다.
- 1969년 3월 1일 - 하마다시에 편입되었다. 동일 고쿠후정은 폐지되었다.